# Melanotrichus knighti
Melanotrichus knighti är en insektsart som beskrevs av Polhemus 1985. Melanotrichus knighti ingår i släktet Melanotrichus och familjen ängsskinnbaggar. Inga underarter finns listade i Catalogue of Life.